# XenForo
XenForo est un système de gestion de contenu (CMS) de forum Internet commercial écrit dans le langage de programmation PHP en utilisant le Zend Framework.
Le système de gestion de contenu est développé par d'anciens développeurs seniors de vBulletin, Kier Darby et Mike Sullivan. La première version bêta publique de XenForo a été publiée en octobre 2010. XenForo 1.0.0 stable a été rendu public le 8 mars 2011. XenForo dispose de plusieurs fonctions d'optimisation pour les moteurs de recherche (SEO). Sa popularité augmente, selon les commentaires de divers forums communautaires et blogues.
Le 12 novembre 2014, Chris Deeming a officiellement rejoint l'équipe de développement. Un de ses produits, Xen Media Gallery, renommé XenForo Media Gallery, a rejoint la famille de produits Xenforo.

## Développement
Un des développeurs de XenForo, Kier Darby, était à l'origine développeur principal de la plate-forme communautaire vBulletin. Le propriétaire d'origine du logiciel, Jelsoft, a été acquis par la nouvelle société de médias américaine Internet Brands en 2007. Les désaccords ont eu lieu entre les principaux développeurs et la nouvelle direction sur des questions concernant la prochaine version majeure de vBulletin, la version 4.0. Alors que l'équipe voulait faire avec la version 4.0 une réécriture complète de la plate-forme, Internet Brands a insisté sur l'amélioration de la fluidité du code existant.
Ces conflits internes ont entraîné le départ de la plupart des développeurs en 2009. Dans le cadre d'une nouvelle équipe, Darby et d'autres anciens développeurs de vBulletin ont commencé à travailler sur une nouvelle plate-forme, connue sous le nom de XenForo,.

## Historique des versions
| Couleur | Signification     |
| ------- | ----------------- |
| Rouge   | Versions bêta     |
| Jaune   | Versions futures  |
| Bleu    | Version sécurisée |
| Vert    | Version stable    |

| Version                                        | Date de sortie    | Description |
| ---------------------------------------------- | ----------------- | --- |
| 1.0.0 beta 1                                   | 5 octobre 2010    | Version initiale |
| 1.0.0 beta 2                                   | 21 octobre 2010   | |
| 1.0.0 beta 3                                   | 11 novembre 2010  | |
| 1.0.0 beta 4                                   | 3 décembre 2010   | |
| 1.0.0 beta 5                                   | 10 décembre 2010  | |
| 1.0.0 beta 6                                   | 13 janvier 2011   | |
| 1.0.0 beta RC1                                 | 20 janvier 2011   | |
| 1.0.0 beta RC2                                 | 3 février 2011    | |
| 1.0.0 beta RC3                                 | 22 février 2011   | |
| 1.0.0                                          | 8 mars 2011       | 'Gold' release |
| 1.0.1                                          | 5 avril 2011      | |
| 1.0.2                                          | 25 mai 2011       | |
| 1.0.3                                          | 5 juillet 2011    | |
| 1.0.4                                          | 12 juillet 2011   | |
| 1.1.0 Beta 1                                   | 5 octobre 2011    | |
| 1.1.0 Beta 2                                   | 7 octobre 2011    | |
| 1.1.0 Beta 3                                   | 19 octobre 2011   | |
| 1.1.0 Beta 4                                   | 27 octobre 2011   | |
| 1.1.0 Beta 5                                   | 9 novembre 2011   | |
| 1.1.0 Beta RC1                                 | 15 novembre 2011  | |
| 1.1.0                                          | 22 novembre 2011  | Topic prefixes, RTL, etc. |
| 1.1.1                                          | 13 décembre 2011  | Minor bug fixes |
| 1.1.2                                          | 7 février 2012    | Minor bug fixes |
| 1.1.3                                          | 19 juin 2012      | Minor bug fixes |
| 1.1.4                                          | 26 mars 2013      | Improved anti-spam functions, bug fixes |
| 1.1.5                                          | 21 mai 2013       | Minor bug fixes |
| 1.2.0 Beta 1                                   | 19 juin 2013      | First 1.2.0 Beta |
| 1.2.0 Beta 2                                   | 25 juin 2013      | Améliorations mineures |
| 1.2.0 Beta 3                                   | 25 juin 2013      | Phases fixed |
| 1.2.0 Beta 4                                   | 2 juillet 2013    | fixing bugs, conflicts, and usability issues |
| 1.2.0 Beta 5                                   | 9 juillet 2013    | fixing bugs, conflicts, and usability issues |
| 1.2.0 RC1                                      | 16 juillet 2013   | Most bugs eliminated |
| 1.2.0 RC2                                      | 23 juillet 2013   | This release addresses small bugs |
| 1.2.0 [34]                                     | 30 juillet 2013   | Template Modification System, Route Filters (Route Changing), Post Edit History and Logging |
| 1.2.1 [35]                                     | 20 août 2013      | Améliorations mineures |
| 1.2.2 [36]                                     | 24 septembre 2013 | Améliorations mineures |
| 1.2.3 [37]                                     | 5 novembre 2013   | Améliorations mineures |
| 1.2.4 [38]                                     | 17 décembre 2013  | Améliorations mineures |
| 1.2.5 [39]                                     | 12 février 2014   | Améliorations mineures |
| 1.2.6 [40]                                     | 12 août 2014      | Security issue regarding XML processing that allowed DDoS threats fixed. |
| 1.3.0 Beta 1 [41]                              | 28 janvier 2014   | First 1.3.0 Beta |
| 1.3.0 Beta 2 [42]                              | 5 février 2014    | Minor fixes |
| 1.3.0 Beta 3 [43]                              | 12 février 2014   | Minor fixes |
| 1.3.0 Beta 4 [44]                              | 18 février 2014   | Minor fixes |
| 1.3.0 RC1 [45]                                 | 25 février 2014   | Most bugs eliminated |
| 1.3.0 RC2 [46]                                 | 4 mars 2014       | This release addresses small bugs |
| 1.3.0 [47]                                     | 11 mars 2014      | Custom BB codes, Google+/Twitter registration, user change logging, multi-quote, etc. |
| 1.3.1 [48]                                     | 8 avril 2014      | Minor fixes |
| 1.3.2 [49]                                     | 13 mai 2014       | Minor bug fixes and updates |
| 1.3.3 [50]                                     | 17 juin 2014      | Minor bug fixes and updates |
| 1.3.4 [51]                                     | 15 juillet 2014   | Minor bug fixes and updates |
| 1.3.5 [52]                                     | 12 août 2014      | Security issue regarding XML processing that allowed DDoS threats fixed. |
| 1.4.0 Beta 1 [53]                              | 6 août 2014       | First 1.4.0 Beta |
| 1.4.0 Beta 2 [54]                              | 12 août 2014      | Security issue regarding XML processing that allowed DDoS threats fixed. Minor bugs. |
| 1.4.0 Beta 3 [55]                              | 20 août 2014      | New profile post features, Thread reply bans |
| 1.4.0 RC1 [56]                                 | 27 août 2014      | Most bugs eliminated |
| 1.4.0 RC2 [57]                                 | 2 septembre 2014  | This release addresses small bugs |
| 1.4.0 [58]                                     | 9 septembre 2014  | Selective quoting, Sitemap XML generation, Thread reply bans, Custom help pages, Poll improvements, New profile post features, etc                                                                               |
| 2.0.0 [59]                                     | 2015?             | It was announced that after 1.4.0, 2.0.0 would be the next project |
| Security Release: 1.2.7, 1.3.6, and 1.4.1 [60] | 16 septembre 2014 | A cross site request forgery (CSRF) issue has been identified in the SWFUpload library that XenForo uses. This issue may allow an attacker to make requests and carry out actions as you or one of your members. |
| 1.4.2 [61]                                     | 14 octobre 2014   | Améliorations mineures et corrections de bugs |
| 1.4.3 [62]                                     | 18 novembre 2014  | Améliorations mineures, corrections de bugs et importation SMF 2.0 |
| 1.4.4 [63]                                     | 13 janvier 2015   | Améliorations mineures et corrections de bugs et new CAPTCHA option |
| 1.4.5 [64]                                     | 17 février 2015   | Améliorations mineures et corrections de bugs |
| 1.4.6 [65]                                     | 7 avril 2015      | Améliorations mineures et corrections de bugs |
| 1.4.7 [66]                                     | 12 mai 2015       | Améliorations mineures et corrections de bugs |
| 1.4.8 [67]                                     | 23 juin 2015      | Améliorations mineures et corrections de bugs |
| 1.4.9 [67]                                     | 21 juillet 2015   | Améliorations mineures et corrections de bugs |
| 1.5.0 [68]                                     | 18 août 2015      | Ajouts de nouvelles fonctionnalités et corrections de bugs |
| 2.0.1 [69]                                     | 19 décembre 2017  | Cette version cible principalement les correctifs de bugs et d'autres petites améliorations |
| 2.0.2 [70]                                     | 01 Février 2018   | |
| 2.0.3 [71]                                     | 14 mars 2018      | Correction de sécurité |
| 2.0.4 [72]                                     | 16 mars 2018      | Améliorations mineures et corrections de bugs |
| 2.0.5 [73]                                     | 01 Mai 2018       | Améliorations mineures et corrections de bugs |
| 2.0.8 [74]                                     | 23 juillet 2018   | Correction d'un problème de sécurité potentiel |
| 2.0.9 [75]                                     | 24 juillet 2018   | Corrige une faille qui pourrait potentiellement être exploitée pour créer une vulnérabilité |
| 2.0.10 [76]                                    | 11 septembre 2018 | Améliorations |
| 2.0.11 [77]                                    | 22 novembre 2018  | Les problèmes XSS (Cross Site Scripting) permettent l’injection de scripts et de codes HTML malveillants dans la page, permettant potentiellement le vol de données ou l’accès non authentifié.                  |
| 2.0.12 [78]                                    | 11 décembre 2018  | Amélioration de la compatibilité au PHP 7.3 |
| 2.2.2 [79]                                     | 1er décembre 2020 | Stabilité et la compatibilité avec le PHP 8 |
| 2.2.3 [80]                                     | 28 janvier 2021   | Améliorations et corrections de bugs |
| 2.2.4 [81]                                     | 9 mars 2021       | Améliorations et corrections de bugs |
| 2.2.7 [82]                                     | 14 septembre 2021 | Correctif pour un problème potentiellement important concernant l'usurpation d'adresse IP |
| 2.2.8 [83]                                     | 2 décembre 2021   | Améliorations et corrections de bugs |
| 2.2.9 [85]                                     | 13 avril 2022     | Améliorations et corrections de bugs |
| 2.2.10 [86]                                    | 13 juillet 2022   | Améliorations et corrections de bugs |
| 2.2.11 [87]                                    | 11 octobre 2022   | Le problème concerne l'injection d'attributs HTML qui peut être déclenchée lors du rendu du contenu de l'éditeur, par exemple lorsqu'un article est modifié ou cité.                                             |